# Guide de soupape
 (novembre 2020).
Si vous disposez d'ouvrages ou d'articles de référence ou si vous connaissez des sites web de qualité traitant du thème abordé ici, merci de compléter l'article en donnant les références utiles à sa vérifiabilité et en les liant à la section « Notes et références ».
Les guides de soupape servent à guider précisément les soupapes dans la culasse des moteurs thermiques. Ils permettent ainsi un bon contact entre les soupapes d'admission et d'échappement et leur siège respectif garantissant le bon fonctionnement du moteur.

## Description
Un guide de soupape est une pièce métallique de forme tubulaire. Les guides sont généralement fabriqués à partir d'alliage de bronze, mais d'autres alliages métalliques sont envisageables. Dans ce dernier cas, ils sont obtenus à partir de la métallurgie des poudres, permettant ainsi d'avoir des alliages métalliques hors équilibre. 
Dans les deux cas, ils sont ensuite frettés, généralement à froid, dans la culasse. Ils sont ensuite réalésés afin de garantir : un diamètre intérieur correct, une bonne cylindricité, et surtout une bonne coaxialité avec la portée des sièges de soupapes. 

## Caractéristiques
Les guides de soupapes doivent être résistants à l'usure et avoir une bonne conductivité thermique.